# Pöytyä
Pöytyä (dawniej szw. Pöytis) – gmina w Finlandii, w regionie Varsinais-Suomi. Zajmuje powierzchnię 773,69 km², z czego 23,68 km² stanowi woda. Populacja 31 stycznia 2011 wynosiła 8498 osób.
W 2005 roku do gminy Pöytyä została włączona gmina Karinainen, a w 2009 roku gmina Yläne.

## Sąsiadujące gminy
- Aura
- Eura
- Loimaa
- Marttila
- Mynämäki
- Nousiainen
- Oripää
- Rusko
- Säkylä
- Tarvasjoki
- Turku